# Hiding (serie de televisión)
Hiding es una miniserie australiana transmitida del 5 de febrero del 2015 hasta el 26 de marzo del 2015 por medio de la cadena ABC.
La serie fue creada por Matt Ford y contó con la participación invitada de David Woodley, Cariba Heine, Mitzi Ruhlmann, Toni Scanlan, Huw Higginson, Thomas Unger, Natasha Beaumont, entre otros...

## Historia
La miniserie se centró en el vendedor de drogas Troy Quigg, un hombre de Gold Coast que hace un trato con la policía para entrar a protección a testigos y así salvar a su familia, luego de dar información sobre su antiguo jefe, el peligroso criminal Nils Vandenberg. 
Pronto los Quigg se ven forzados a huir de su hogar en Gold Coast y mudarse a una ciudad extraña al occidente de Sídney donde tienen que construir una nueva vida ahora con nuevos nombres y bajo el apellido "Swift". 
Sin embargo para la familia de Troy el cambio les resulta ser muy difícil: Maree tiene que renunciar a su carrera e enfermería y evitar todo contacto con su madre Jenny Krilich, su hermano Kosta "Koz" Krilich y su cuñada y mejor amiga Dimity, quien está embarazada de Koz; sin embargo el aislamiento y la presión por mantener a su familia segura ocasiona que Maree se ponga en contacto con un viejo amigo lo que trae consecuencias graves. 
Por otro lado para los hijos de Troy, el cambio resulta diferente: para el joven surfista Mitchell el cambio es una tortura, y está desesperado por regresar a su antigua vida, con sus amigos y su novia Kelly, mientras que para la joven Shaneen el cambio es una segunda oportunidad de cumplir con sus aspiraciones y termina asistiendo a una escuela de artes escénicas.

## Personajes[2]

### Personajes principales
| Actor               | Personaje                             | Trabajo                             | Episodios | Duración |
| ------------------- | ------------------------------------- | ----------------------------------- | --------- | -------- |
| James Stewart       | Lincoln Swift/Troy Quigg              | ex-Vendedor de Drogas               | 8         | 2015     |
| Lincoln Younes      | Mitchell "Mitch" Swift/Mitchell Quigg | -                                   | 8         | 2015     |
| Kate Jenkinson      | Rebecca "Bec" Swift/Maree Quigg       | Enfermera                           | 8         | 2015     |
| Olivia DeJonge      | Tara Swift/Shaneen Quigg              | -                                   | 8         | 2015     |
| Stephen Curry       | John Pinder                           | Oficial de Policía Federal          | 8         | 2015     |
| Marcus Graham       | Nils Vandenberg                       | Jefe Criminal                       | 8         | 2015     |
| Nathan Page         | Kosta "Koz" Krilich                   | -                                   | 8         | 2015     |
| Kim Gyngell         | Warwick Darmody                       | -                                   | 6         | 2015     |
| Jacqueline McKenzie | Ferdine Lamay                         | Jefa del Departamento de Psicología | 6         | 2015     |

### Personajes secundarios
| Actor             | Personaje        | Trabajo   | N.º de episodios | Duración |
| ----------------- | ---------------- | --------- | ---------------- | -------- |
| Jon Prasida       | Garys            | -         | 7                | 2015     |
| Alan Flower       | Denallo          | -         | 6                | 2015     |
| Mitzi Ruhlmann    | Elicia           | -         | 6                | 2015     |
| Mitchell Butel    | Isaac Ulrich     | -         | 6                | 2015     |
| Thomas Unger      | Garrett Toop     | -         | 5                | 2015     |
| Alex Beauman      | Dante            | -         | 5                | 2015     |
| Jodi Gordon       | Dimity Krilich   | -         | 4                | 2015     |
| Cariba Heine      | Harriet          | -         | 4                | 2015     |
| Dave Eastgate     | Chisel           | -         | 4                | 2015     |
| Anthony Gee       | Danny Stolz      | -         | 4                | 2015     |
| Ryan Johnson      | Ash Adamo        | -         | 3                | 2015     |
| Huw Higginson     | Irvin Blake      | Juez      | 3                | 2015     |
| Zindzi Okenyo     | Jacq Maccelstone | -         | 3                | 2015     |
| Rhondda Findleton | Barker           | Directora | 3                | 2015     |
| Jenna Kratzel     | Kelly            | -         | 3                | 2015     |
| Paula Duncan      | Jenny Krilich    | -         | 2                | 2015     |

## Episodios
La miniserie estuvo conformada por 8 episodios.

## Premios y nominaciones
| Año  | Categoría                     | Premio               | Nominada       | Resultado |
| ---- | ----------------------------- | -------------------- | -------------- | --------- |
| 2016 | Breakthrough Star of Tomorrow | Graham Kennedy Award | Olivia DeJonge | Nominada  |

## Producción
En agosto del 2014 se anunció al elenco que formaría parte de la miniserie.
La miniserie fue dirigida por Shawn Seet, Tori Garrett y Grant Brown, y contó con los productores ejecutivos de la ABC: David Ogilvy y Greer Simpkin.